# Dolben Act de 1788
Le Dolben Act de 1788, voté au Parlement de Grande-Bretagne, a fixé des limites au nombre de personnes pouvant être transportées sur les navires négriers. Ce fut la première législation britannique adoptée pour réglementer le trafic d'esclaves. Dix-neuf ans plus tard, la Grande-Bretagne a aboli la traite négrière, un an avant les États-Unis.

## Contexte historique
À la fin du XVIIIe siècle, l'opposition à l'esclavage était en forte augmentation en Angleterre. De nombreux abolitionnistes ont été choqués par le massacre du Zong, dont les détails sont devenus un point connu de litiges en 1783, lorsque le syndicat propriétaire du navire dépose des réclamations d'assurance pour se couvrir contre la perte alors que 132-142 esclaves ont été tués.
Les Quakers[Qui ?] avaient été actifs dans une pétition au Parlement pour mettre fin au commerce des esclaves. Pour étendre leur influence, en 1787, ils ont formé un groupe non-confessionnel, la Société pour l'Abolition de la traite des Esclaves, qui comprenait des Anglicans de l'église établie (les non-Anglicans ont été exclus du Parlement).
En 1788, Sir William Dolben a dirigé un groupe de ses collègues du Parlement de la Tamise, pour examiner un navire équipé pour un voyage négrier. Dolben avait été en contact avec la Société pour l'Abolition de la traite des Esclaves. Sa visite du navire semble avoir forgé son opposition à la traite des esclaves.
Le Premier Ministre, William Pitt a dû ordonner une enquête sur la traite des esclaves. Il a aussi demandé à William Wilberforce un débat à la Chambre des Communes sur la question. Cependant, en mai 1788, la commission du commerce du Conseil Privé, chargé d'enquêter sur la traite des esclaves, n'avait pas produit son rapport.
Le 9 mai 1788, Pitt a présenté une motion à la Chambre des Communes qui a demandé si le Parlement devrait retarder l'examen de la traite des esclaves jusqu'à sa prochaine session. Il a fait valoir que le grand nombre de pétitions présentées à la Chambre sur ce sujet signifiait qu'une bonne prise en compte de la question ne pouvait pas se produire avec si peu de temps pour l'actuelle session parlementaire. Les Représentants de Liverpool, une ville dont les marchands contrôlaient une grande partie du commerce des esclaves, s'en est félicitée et a argumenté en faveur d'un débat afin de réfuter les accusations à propos de la traite des esclaves, contenues dans les pétitions présentées aux parlementaires.
Sir William Dolben, représentant de l'université d'Oxford, finit par se lever pour prendre la parole. Il a fait valoir que de 10 000 vies pourraient être perdues et dit que des mesures immédiates doivent être adoptées pour limiter le nombre d'Africains que les capitaines de navire pourraient prendre à bord, mais il n'a pas proposé l'abolition ou l'institution de l'esclavage. Son discours est contesté par Lord Penrhyn, l'un des deux députés de Liverpool, qui a affirmé que les capitaines étaient très motivés pour préserver la vie du plus grand nombre d'esclaves possible, afin qu'ils puissent profiter de leur vente.
Encouragé par Pitt, Dolben a rédigé un projet de loi et l'a soumis à la Chambre le 21 mai. Le projet de loi est adopté en deuxième lecture le 17 juin, et de la troisième lecture, le jour suivant. Il a été envoyé à la Chambre des Lords, où il a été approuvé en ses première, deuxième et troisième lectures.

## Dispositions

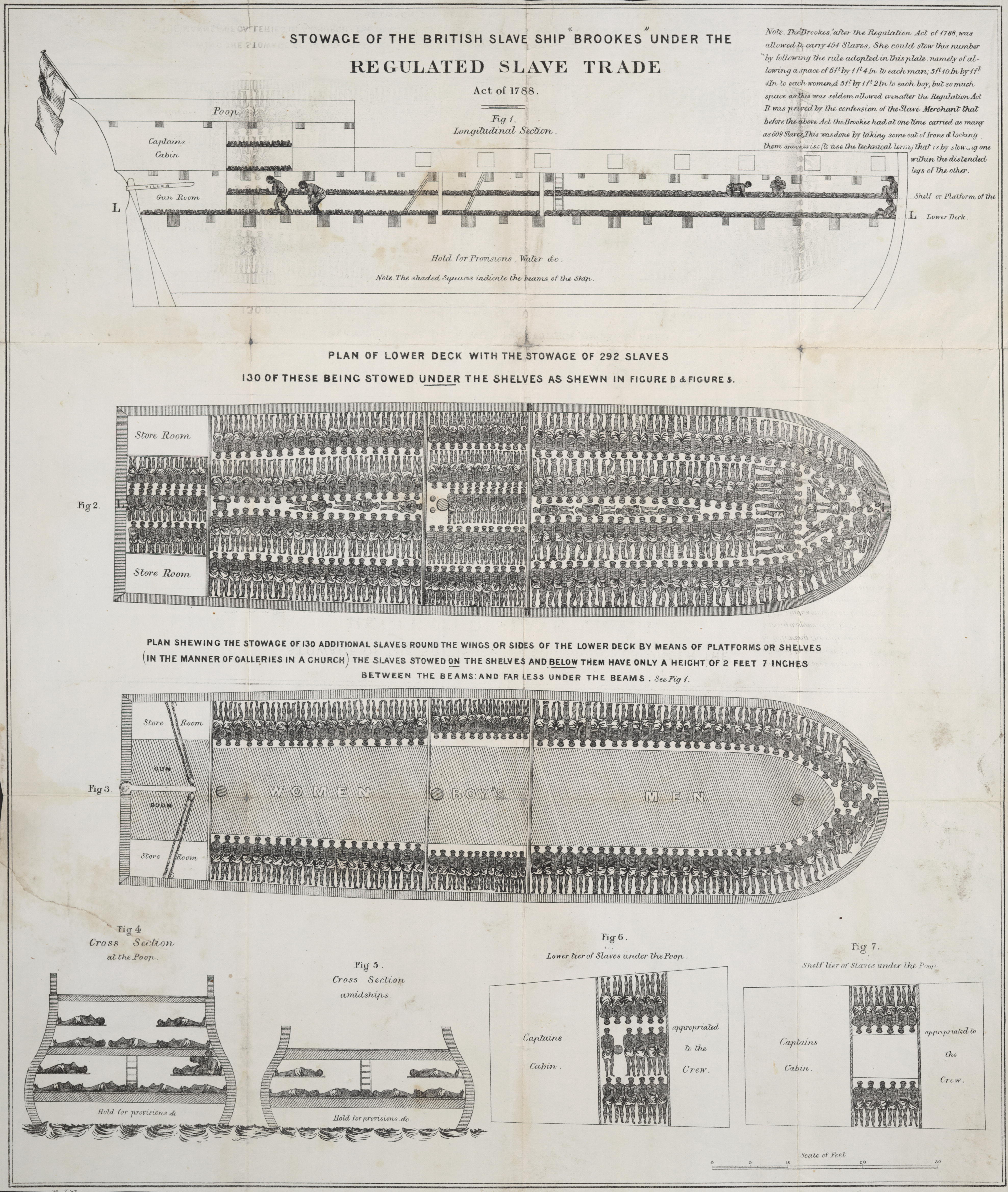
Plan du navire-négrier Brookes, d'une capacité de 454 esclaves après la loi sur la traite des esclaves de 1788. Auparavant, il transportait 609 esclaves pour 267 tonnes de charge, soit 2,3 esclaves par tonne.

La loi stipule que les navires peuvent transporter 1,67 esclaves par tonne jusqu'à un maximum de 207 tonnes en charge, après quoi un seul esclave par tonne pouvait être transporté. Les dispositions de la loi de 1788 expirent au bout d'un an, la loi devant ainsi être renouvelée chaque année par le Parlement. Dolben a dirigé les efforts en ce sens dans les années suivantes, il s'est donc régulièrement opposé au commerce des esclaves au Parlement. La loi a été renouvelée entre 1789 et 1795 et entre 1797 et 1798. En 1799, les dispositions des lois précédentes ont été rendues permanentes par le biais de la Loi de 1799 sur la traite des esclaves.

## Soutien et oppositions
La loi a été soutenue par certains abolitionnistes, y compris Olaudah Equiano, un Africain qui était un ancien esclave. Mais, certains abolitionnistes, comme William Wilberforce, craignaient que la loi ne permette d'établir l'idée que le commerce des esclaves n'était pas fondamentalement injuste, mais simplement une activité qui nécessite un renforcement de la réglementation.

## Conséquences
La mortalité des esclaves sur les navires britanniques ont diminué pendant les années 1790. L'historien Roger Anstey a suggéré que cette baisse pourrait s'expliquer par les restrictions de Dolben de la loi. Mais plusieurs autres historiens ont suggéré que d'autres explications sont possibles,.
La loi de 1788 a ouvert la voie à une interdiction par les Anglais de la traite d’esclaves, d’abord chez eux en 1807, puis dans le reste du monde via des traités maritimes internationaux autorisant un droit de visite des navires étrangers.